# Pietro Ivanov
Pietro Ivanov –nacido como Petar Ivanov– (1894-1961) fue un deportista italiano que compitió en remo.
Participó en los Juegos Olímpicos de París 1924, obteniendo una medalla de bronce en la prueba de ocho con timonel. Ganó una medalla de oro en el Campeonato Europeo de Remo de 1923.

## Palmarés internacional
| Juegos Olímpicos   | Juegos Olímpicos | Juegos Olímpicos  | Juegos Olímpicos |
| Año                | Lugar            | Medalla           | Prueba           |
| ------------------ | ---------------- | ----------------- | ---------------- |
| 1924               | París (Francia)  | Medalla de bronce | Ocho con timonel |
| Campeonato Europeo |                  |                   |                  |
| Año                | Lugar            | Medalla           | Prueba           |
| 1923               | Como (Italia)    | Medalla de oro    | Ocho con timonel |